# HDI Seguros Brasil
HDI Seguros é uma seguradora alemã, com sede em São Paulo, com foco em seguros automotivos. A empresa conta com quase dois milhões de veículos segurados e mais de 500 mil apólices residenciais.  
A companhia é parte do Grupo HDI, uma das três maiores seguradoras da Alemanha, presente em diversos países através da Talanx AG.
No Brasil, sua sede fica em São Paulo, com mais de 60 filiais e escritórios comerciais e mais de 1.400 colaboradores, posicionando-se como a 5ª maior seguradora automotiva do País, de acordo com a Superintendência de Seguros Privados (Susep), autarquia que regula o mercado segurador brasileiro.  Em 2016, seu seguro de carros foi eleito pela Proteste como o de melhor custo benefício entre uma seleção de 11 seguradoras.

## História
A HDI Seguros foi fundada em 1903 em Frankfurt am Main, Alemanha, chegando ao Brasil em 1980.
Em 1996, depois de assumir como holding a Talanx AG, o Grupo HDI recebeu conceito AA (muito forte) pela Standard & Poor's, e A+ (superior) pela A.M. Best.
Em 2014 e 2015, recebeu o Prêmio Melhores do Seguro, promovido pela Revista Apólice.
Em 2015, a HDI Seguros foi vencedora no prêmio Grandes Sacadas de Marketing 2015, na categoria Serviços em Geral.
No mesmo ano, foi premiada com o Troféu Gaivota de Ouro na categoria Excelência em Produtos de Seguradoras com seu serviço HDI Bate-Pronto , premiação que se repetiu no ano seguinte, 2016.  Em 2015 o Bate-Pronto também conseguiu o Prêmio Segurador Brasil, na categoria Benefícios e Soluções Rápidas.

## Produtos
Atualmente, para foco em pessoa física, a HDI Seguros Brasil tem como principal produto o HDI Auto Perfil , mas também possui apólices residenciais através do HDI EM CASA  , ou apólices combinando ambos tipos de seguros através do HDI DUO . Tem também o produto HDI Auto, onde tem foco para clientes CNPJ, que é sem perfil. Também conta com o HDI EMPRESARIAL, e o HDI Carta verde, que é o seguro obrigatório para os países do Mercosul.
Em seguros para empresas, a HDI atualmente atende com produtos para automóveis, transporte, empresas, condomínio e outras opções.